# غاليت

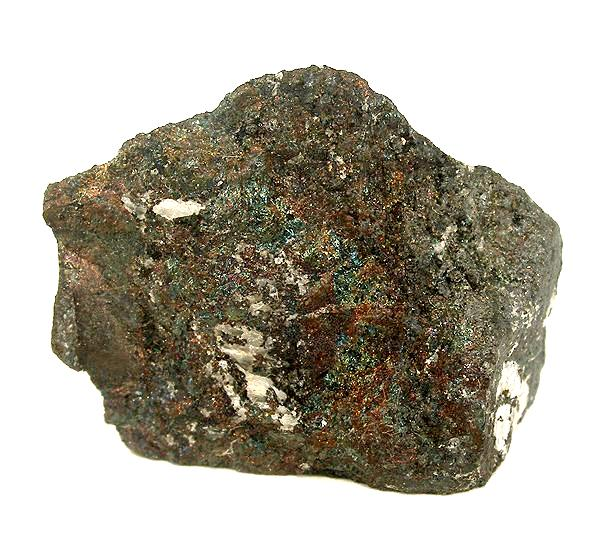
معدن الغاليت

الغاليت هو معدن نادر جداً وهو ينتمي إلى معادن أملاح السلفو ومعادن الكبريتيدات، وهو كبريتيد لعنصري الغاليوم والنحاس وصيغته في الوحدة البلورية هي CuGaS2؛ ويتبلور هذا المعدن وفق نظام بلوري رباعي.
اكتشف كارل هوغو شترونتس وزميليه برونو غاير Bruno H. Geier وإيريش زيلغر Erich Seeliger هذا المعدن سنة 1958 في مناجم منطقة تسوميب في ناميبيا، وأطلقوا عليه هذا الاسم لاحتوائه على عنصر الغاليوم في تركيبه.